# Jakow Wladimirowitsch Samoilow
Jakow Wladimirowitsch Samoilow (russisch Яков Владимирович Самойлов; * 23. Novemberjul. / 5. Dezember 1870greg. in Odessa; † 29. September 1925 in Moskau) war ein russischer Mineraloge, Geologe und Hochschullehrer.

## Leben
Samoilow studierte an der physikalisch-mathematischen Fakultät der Neurussland-Universität in Odessa mit Abschluss 1893. Darauf ging er nach Moskau mit einem Empfehlungsschreiben an W. I. Wernadski, der Privatdozent an der Universität Moskau war. Samoilow begann seine wissenschaftliche Arbeit bei Wernadski, dessen Freund er wurde und bis zu seinem Tode blieb. 1902 verteidigte er erfolgreich seine Magister-Dissertation über die Kristallisation des Baryts. Wegen seiner jüdischen Abstammung konnte er jedoch nicht an der Universität bleiben.
1902 wurde Samoilow auf den Mineralogie-Lehrstuhl des Land- und Forstwissenschaftlichen Instituts Nowa Alexandria berufen. 1906 verteidigt er an der Universität Moskau erfolgreich seine Doktor-Dissertation über Mineralien im Donbass. Nun konnte er nach Moskau zurückkehren und wurde Professor am Moskauer Landwirtschaftsinstitut, wo er ein mineralogisches Museum für Düngemittelrohstoffe gründete. Daneben lehrte er ab 1907 zunächst als Privatdozent und ab 1925 als Professor an der Universität Moskau bis zu seinem Tode. 1908 organisierte er eine Kommission zur Exploration der Phosphorite in Russland.
Nach der Oktoberrevolution gründete Samoilow zusammen mit E. Britzke und D. N. Prjanischnikow 1919 in Moskau das Forschungsinstitut für Düngemittel, das nach Samoilows Tod seinen Namen erhielt. Samoilows Arbeitsschwerpunkte waren grundlegende Untersuchungen der Sedimente und Sedimentgesteine und der Düngemittelrohstoffe sowie die Biogeochemie.